# Sacachispas FC
Der Sacachispas Fútbol Club ist ein argentinischer Fußballverein aus Buenos Aires. Der Verein wurde 1948 gegründet und wird auch als Saca oder Lila bezeichnet.

## Geschichte
Im Jahr 1948 gründeten Roberto González und Aldo Hugo Vázquez, Nachbarn in Buenos Aires, ein Team für die Evita-Spiele. Inspiriert vom Film „Pelota de trapo“, bei dem ein fiktives Team namens Sacachispas vorkommt, wählten sie den Namen Sacachispas (zu deutsch in etwa "Funkenfänger"). Das Team erreichte das Finale, welches in Anwesenheit von Juan Perón und Eva Perón ausgetragen wurde. Als der Präsident erfuhr, dass es sich bei der aus Anhängern des Peronismus bestehenden Mannschaft um Straßenfußballer handelte, die keinen eigenen Fußballplatz hatten, organisierte er ihnen ein Gelände für einen Fußballplatz. 1954 trat der Verein dem argentinische Fußballverband bei. Vázquez, der zuvor bei River Plate spielte, kehrte zurück und spielte in den Jahren 1958 bis 1960 in der Primera División Amateur. Der Verein stieg mehrfach auf und ab, spielte 14 Jahre in der Primera C und wechselte zwischen verschiedenen Ligen.
Am 23. Mai 2017 schaffte Sacachispas eine historische Sensation, indem es Arsenal de Sarandí im Elfmeterschießen mit 6:5 besiegte, nachdem das Spiel in der regulären Spielzeit 1:1 ausgegangen war. Damit qualifizierte sich das Team für das Sechzehntelfinale der Copa Argentina und es war das erste Mal, dass ein Team aus der Primera C einen Erstligisten aus dem Wettbewerb warf. Im Dezember 2021 stieg Sacachispas erstmals in die Primera Nacional B auf, die zweithöchste Liga im argentinischen Fußball, nachdem es im Hin- und Rückspiel gegen Colegiales jeweils 0:0 und 1:1 gespielt hatte. Im Elfmeterschießen gewannen die Lilas mit 4:2. In der Saison 2022 der Primera Nacional stiegen sie jedoch direkt wieder in die Primera B Metropolitana ab, nachdem sie den 37. und damit letzten Platz der Tabelle belegt hatten.

## Stadion
Der Sacachispas FC trägt seine Heimspiele im Estadio Roberto Larrosa, das eine Kapazität von 4000 Zuschauerplätzen hat, aus. Das Stadion wurde ab 1954 eröffnet.

## Erfolge
- Meister der Primera C: 2016/17

## Rivalitäten
Größte Rivalen des Sacachispas FC sind Deportivo Riestra und Deportivo Laferrere. Deportivo Riestra kommt wie Sacachistas aus dem Süden von Buenos Aires und beide Teams treten im Clásico malevo gegeneinander an. Gegen Deportivo Laferrere, dessen Stadion sich nahe dem Estadio Roberto Larrosa befindet und die Fans daher bei eigenen Heimspielen häufiger aufeinandertreffen, spielt der Sacachispas FC den Clásico Laferrere-Sacachispas.